# U.S. Open Cup de 1996
A Copa dos Estados Unidos de 1996 (em inglês U.S. Open Cup) foi a 83ª edição do torneio, e a primeira a incluir as equipes da Major League Soccer.
O D.C. United venceu o Rochester Raging Rhinos por 3-0 na final no RFK Stadium, em Washington, D.C.
Originalmente, quatro das dez equipes da MLS entraram no torneio. Cinco acabaram participando, o D.C. United substituiu o Los Angeles Galaxy (devido à agenda congestionada do Galaxy), e o Colorado Rapids substituiu o olorado Foxes (quando a equipe não poderia reprogramar seu jogo na terceira rodada contra o Kansas City Wiz). O Rochester Raging Rhinos da A-League derrotou duas equipes da  MLS para chegar a final e ser derrotado pelo D.C. United.

## Participantes
| Entram na Primeira Fase                                                 | Entram na Primeira Fase                                                                      | Entram na Segunda Fase                                                                  | Entram nas Quartas de Final                                                            |
| USASA 4 Times                                                           | USISL Select 4 Times                                                                         | A-League 4 Times                                                                        | MLS 5 Times                                                                            |
| USASA - McCormick Kickers - Mo's Sport Shop - RWB Adria - San Jose Oaks | USISL Select - California Jaguars - Carolina Dynamo - El Paso Patriots - Fort Myers Manatees | A-League - Colorado Foxes - New York Fever - Rochester Raging Rhinos - Seattle Sounders | - Colorado Rapids - Dallas Burn - D.C. United - Kansas City Wizards - Tampa Bay Mutiny |

## Confrontos
|  | Segunda Rodada | Segunda Rodada      | Segunda Rodada   |                  |                         | Quartas de Final       | Quartas de Final | Quartas de Final |   |     | Semi Final  | Semi Final | Semi Final |  |     | Final       | Final | Final |
|  |                |                     |                  |                  |                         |                        |                  |                  |   |     |             |            |            |  |     |             |       |       |
|  |                |                     |                  |                  |                         |                        |                  |                  |   |     |             |            |            |  |     |             |       |       |
|  |                | MLS                 | Dallas Burn      | 3                |                         |                        |                  |                  |   |     |             |            |            |  |     |             |       |       |
|  |                |                     |                  | 3                |                         |                        |                  |                  |   |     |             |            |            |  |     |             |       |       |
|  |                |                     | A-L              | Seattle Sounders | 2                       |                        |                  |                  |   |     |             |            |            |  |     |             |       |       |
|  | USASA          | San Jose Oaks       | A-L              | Seattle Sounders | 2                       | 0                      |                  |                  |   |     |             |            |            |  |     |             |       |       |
|  | USASA          | San Jose Oaks       |                  |                  |                         | 0                      |                  |                  |   |     |             |            |            |  |     |             |       |       |
|  | A-L            | Seattle Sounders    | 1                |                  |                         |                        |                  |                  |   |     |             |            |            |  |     |             |       |       |
|  | A-L            | Seattle Sounders    | 1                |                  |                         |                        |                  |                  |   | MLS | Dallas Burn | 0          |            |  |     |             |       |       |
|  |                |                     |                  |                  |                         |                        |                  |                  |   | MLS | Dallas Burn | 0          |            |  |     |             |       |       |
|  |                | MLS                 | D.C. United      | 2                |                         |                        |                  |                  |   |     |             |            |            |  |     |             |       |       |
|  |                | MLS                 | D.C. United      | 2                |                         |                        |                  |                  |   |     |             |            |            |  |     |             |       |       |
|  |                |                     |                  |                  |                         |                        |                  |                  |   |     |             |            |            |  |     |             |       |       |
|  |                |                     |                  |                  |                         |                        |                  |                  |   |     |             |            |            |  |     |             |       |       |
|  |                | MLS                 | D.C. United      | 2                |                         |                        |                  |                  |   |     |             |            |            |  |     |             |       |       |
|  |                |                     |                  | 2                |                         |                        |                  |                  |   |     |             |            |            |  |     |             |       |       |
|  |                |                     | USISL            | Carolina Dynamo  | 0                       |                        |                  |                  |   |     |             |            |            |  |     |             |       |       |
|  | A-L            | New York Fever      | USISL            | Carolina Dynamo  | 0                       | 0                      |                  |                  |   |     |             |            |            |  |     |             |       |       |
|  | A-L            | New York Fever      |                  |                  |                         | 0                      |                  |                  |   |     |             |            |            |  |     |             |       |       |
|  | USISL          | Carolina Dynamo     | 1                |                  |                         |                        |                  |                  |   |     |             |            |            |  |     |             |       |       |
|  | USISL          | Carolina Dynamo     | 1                |                  |                         |                        |                  |                  |   |     |             |            |            |  | MLS | D.C. United | 3     |       |
|  |                |                     |                  |                  |                         |                        |                  |                  |   |     |             |            |            |  | MLS | D.C. United | 3     |       |
|  |                | A-L                 | Rochester Rhinos | 0                |                         |                        |                  |                  |   |     |             |            |            |  |     |             |       |       |
|  | A-L            | A-L                 | Rochester Rhinos | 0                | Rochester Raging Rhinos | 2                      |                  |                  |   |     |             |            |            |  |     |             |       |       |
|  | A-L            |                     |                  |                  | Rochester Raging Rhinos | 2                      |                  |                  |   |     |             |            |            |  |     |             |       |       |
|  | USISL          | Fort Myers Manatees | 0                |                  |                         |                        |                  |                  |   |     |             |            |            |  |     |             |       |       |
|  | USISL          | Fort Myers Manatees | 0                |                  | A-L                     | Rochester Rhinos (PRO) | 4                |                  |   |     |             |            |            |  |     |             |       |       |
|  |                |                     |                  |                  | A-L                     | Rochester Rhinos (PRO) | 4                |                  |   |     |             |            |            |  |     |             |       |       |
|  |                |                     | MLS              | Tampa Bay Mutiny | 3                       |                        |                  |                  |   |     |             |            |            |  |     |             |       |       |
|  |                |                     | MLS              | Tampa Bay Mutiny | 3                       |                        |                  |                  |   |     |             |            |            |  |     |             |       |       |
|  |                |                     |                  |                  |                         |                        |                  |                  |   |     |             |            |            |  |     |             |       |       |
|  |                |                     |                  |                  |                         |                        |                  |                  |   |     |             |            |            |  |     |             |       |       |
|  |                |                     |                  |                  |                         |                        | A-L              | Rochester Rhinos | 3 |     |             |            |            |  |     |             |       |       |
|  |                |                     |                  |                  |                         |                        |                  |                  | 3 |     |             |            |            |  |     |             |       |       |
|  |                | MLS                 | Colorado Rapids  | 0                |                         |                        |                  |                  |   |     |             |            |            |  |     |             |       |       |
|  |                | MLS                 | Colorado Rapids  | 0                |                         |                        |                  |                  |   |     |             |            |            |  |     |             |       |       |
|  |                |                     |                  |                  |                         |                        |                  |                  |   |     |             |            |            |  |     |             |       |       |
|  |                |                     |                  |                  |                         |                        |                  |                  |   |     |             |            |            |  |     |             |       |       |
|  |                | MLS                 | Kansas City Wiz  | 2                |                         |                        |                  |                  |   |     |             |            |            |  |     |             |       |       |
|  |                |                     |                  | 2                |                         |                        |                  |                  |   |     |             |            |            |  |     |             |       |       |
|  |                |                     | MLS              | Colorado Rapids  | 3                       |                        |                  |                  |   |     |             |            |            |  |     |             |       |       |
|  | A-L            | Colorado Foxes      | MLS              | Colorado Rapids  | 3                       | 5                      |                  |                  |   |     |             |            |            |  |     |             |       |       |
|  | A-L            | Colorado Foxes      |                  |                  |                         | 5                      |                  |                  |   |     |             |            |            |  |     |             |       |       |
|  | USISL          | El Paso Patriots    | 1                |                  |                         |                        |                  |                  |   |     |             |            |            |  |     |             |       |       |

### Primeira Rodada
| Data        | Divisão        | Clube               | Score | Clube              | Divisão        |
| ----------- | -------------- | ------------------- | ----- | ------------------ | -------------- |
| 27 de junho | (USASA)        | San Jose Oaks       | 3 - 2 | California Jaguars | (USISL Select) |
| 30 de junho | (USISL Select) | Fort Myers Manatees | 6 - 0 | McCormick Kickers  | (USASA)        |
| 3 de junho  | (USISL Select) | Carolina Dynamo     | 5 - 0 | Mo's Sport Shop    | (USASA)        |
| 4 de junho  | (USISL Select) | El Paso Patriots    | 3 - 0 | RWB Adria          | (USASA)        |

### Segunda Rodada
| Date        | Division   | Club                    | Score | Club                | Division       |
| ----------- | ---------- | ----------------------- | ----- | ------------------- | -------------- |
| 30 de julho | (A-League) | New York Fever          | 0 - 1 | Carolina Dynamo     | (USISL Select) |
| 30 de julho | (USASA)    | San Jose Oaks           | 0 - 1 | Seattle Sounders    | (A-League)     |
| 31 de julho | (A-League) | Rochester Raging Rhinos | 2 - 0 | Fort Myers Manatees | (USISL Select) |
| 4 de agosto | (A-League) | Colorado Foxes          | 5 - 1 | El Paso Patriots    | (USISL Select) |

### Quartas de Final
| 4 de Setembro de 1996 | Carolina Dynamo (USISL) | 0 – 2 | D.C. United (MLS)     | Klockner Stadium, Charlottesville          |
|                       |                         |       | 50', 83' Steve Rammel | Público: 1,829 Árbitro: Ruben Rodhas (USA) |

| 7 de Setembro de 1996 | Tampa Bay Mutiny (MLS)                                          | 3 – 4 (PRO) | Rochester Raging Rhinos (A-L)                                   | Frontier Field, Rochester                    |
|                       | Roy Lassiter 80' · Carlos Valderrama 85' (pên) · Evans Wise 86' |             | 34' Henry Gutierrez · 42', 82' Doug Miller · 113' Chris Kennell | Público: 12,428 Árbitro: Robert Sheker (USA) |

| 15 de Setembro 1996 | Colorado Rapids (MLS)              | 3 – 2 | Kansas City Wiz (MLS)                  | Arrowhead Stadium, Kansas City          |
|                     | Chris Henderson 10' 85' · 45' (gc) |       | 36' Sean Bowers · 62' Digital Takawira | Público: 5,009 Árbitro: Ron Corey (USA) |

Note: O Colorado Rapids substituiu o Foxes Colorado quando a equipe não conseguiu remarcar sua partida de quartas de final.

| 16 de Setembro de 1996 | Seattle Sounders (A-L)                    | 2 – 3 | Dallas Burn (MLS)                                       | Cotton Bowl, Dallas                       |
|                        | Joey Leonetti 3' · David Hoggan 90' (pên) |       | 58' Lawrence Lozzano · 70' Gerell Elliott · 79' Ted Eck | Público: 1,305 Árbitro: Kevin Terry (USA) |

### Semi Finais
| 12 de Outubro de 1996 | Colorado Rapids (MLS) | 0 – 3 | Rochester Raging Rhinos (A-L)              | Frontier Field, Rochester |
|                       |                       |       | 32' Lenin Steenkamp · 56', 58' Doug Miller | Público: 12,179           |

| 27 de outubro de 1996 | D.C. United (MLS)     | 2 – 0 | Dallas Burn (MLS) | Cotton Bowl, Dallas                       |
|                       | Jaime Moreno 12', 82' |       |                   | Público: 1,958 Árbitro: Kevin Terry (USA) |

### Final
| 30 de outubro de 1996 | Rochester Raging Rhinos (A-L) | 0 – 3 | D.C. United (MLS)                                      | RFK Stadium, Washington D.C.                 |
|                       |                               |       | 45' Raúl Díaz Arce · 63' Eddie Pope · 89' Jaime Moreno | Público: 7,234 Árbitro: Esse Baharmast (USA) |

## Premiação
| U.S. Open Cup de 1996           |
| ------------------------------- |
| D.C. United Campeão (1º título) |